# Oud-Noord (Groningen)
Oud-Noord is een wijk in Groningen gelegen tussen de Bedumerweg, het Van Starkenborghkanaal, het Oosterhamrikkanaal, Boterdiep en de Rodeweg. Voor 2014 stond de wijk bekend als de Korrewegwijk. 
De Korrewegwijk bestaat uit drie delen: 
1. De Hoogte (Selwerderwijk-Zuid, Selwerderwijk-Noord, Tuindorp De Hoogte, Cortinghborg en bedrijventerrein De Hoogte)
2. de Indische Buurt (Kop Indische buurt, Oud-Indische buurt-Zuid, Oud-Indische buurt-Noord, Nieuw-Indische buurt, Molukkenplantsoen en West-Indische buurt)
3. de Korrewegbuurt (door de gemeente sinds 2014 Professorenbuurt genoemd: Kop Korreweg of De Beren e.o., Professorenbuurt-West of Bernoullipleinbuurt, Professorenbuurt-Midden of Oppenheimbuurt, Professorenbuurt-Oost of Professorenbuurt en Professorenbuurt-Noord)

Een groot deel van de wijk is in 2000 aangewezen als beschermd stadsgezicht.

## De Indische buurt
De Kop Indische BuurtDeze buurt, gelegen tussen de Rodeweg en Sabangplein, bestaat geheel uit koopwoningen gebouwd rond het begin van de twintigste eeuw. Aan de Rodeweg (vroeger parallel aan het Boterdiep) staan nog verschillende schipperswoningen. Elders in de buurt staan goedkope koopwoningen die heel vaak verhuurd zijn aan studenten. Langs de Korreweg zijn veel winkels.
De Oud-Indische BuurtDeze buurt, gelegen tussen het Sabangplein en Floresstraat/Floresplein, bestaat grotendeels uit huurwoningen. Het grootste deel van de woningen is in de periode 1915-1930 gebouwd. De woningen zijn thans van drie corporaties: Patrimonium (een hofje aan de Korreweg), Stichting Lefier (voorheen woningbouwcorporatie In en daarvoor Stichting Volkshuisvesting, waarin de Bouwvereniging Voorzorg opgegaan is) en Stichting De Huismeesters (voorheen Maatschappij tot Verbetering van woningtoestanden, waarin de Maatschappij tot Sloop- en Opruiming van Slop- en Gangwoningen is opgegaan). De woningen rond het Borneoplein en het buurtje bij de Ambonstraat zijn particuliere woningen. Rond 1990 is het Floresplein grondig gerenoveerd.
De Nieuw-Indische BuurtDeze buurt, gelegen tussen de Floresstraat/Floresplein en het Molukkenplantsoen, bestaat grotendeels uit huurwoningen. De huurwoningen zijn van Patrimonium (Bataviastraat e.o.), De Huismeesters (Soerabajastraat e.o.) en Lefier (de rest). De Celebesstraat, de Ceramstraat en het deel van de Molukkenstraat dat vanaf de Celebesstraat richting Korreweg loopt bestaan uit particuliere woningen. Deze particuliere woningen heeft een grote studentenpopulatie. De huurwoningen zijn vrijwel allen vroeg naoorlogs, de particuliere woningen zijn voornamelijk uit de jaren dertig. In de afgelopen jaren is ook in deze buurt wijkvernieuwing toegepast. In de Soendastraat, Timorstraat en de Medanstraat zijn woningen gesloopt, terwijl in andere straten de (huur)woningen zijn gerenoveerd. Ook is de basisschool aan het Molukkenpad uitgebreid tot een vensterschool met een nieuw gebouw voor de bovenbouw, en een gehele nieuwe kinderopvang inclusief voor- en naschoolse opvang. Het Molukkenpark bij de school is kindvriendelijk gemaakt. In 2016 is het nieuwe wijkcentrum aan de Floresstraat geopend.
De West-Indische BuurtDeze buurt, gelegen tussen het Molukkenplantsoen en het van Starkenborgkanaal, is thans onderwerp van een grootschalige wijkvernieuwing. Gevolg daarvan is dat deze buurt nu voor ongeveer de helft uit huurwoningen en voor de helft uit particuliere woningen bestaat. Veel woningen zijn hier al gerenoveerd terwijl andere straten gesloopt wordt gevolgd door nieuwbouw. De buurt is in oorsprong gebouwd in de vroege jaren vijftig.
Ongeveer 25% van de bevolking van de Indische Buurt bestaat uit allochtonen. De belangrijkste groepen waren in 2007 de Antillianen (3,5% van totale bevolking), Surinamers (2,8%) en Indiërs en Molukkers (2,7%).

## De Korrewegbuurt
De Beren e.o.Een wijk, gelegen tussen Boterdiep en Singelweg, bestaande uit winkels en particuliere woningen. Dit is de enige buurt die (voornamelijk) in de 21ste eeuw is aangelegd. In de tweede helft van de 20ste eeuw heeft het grotendeels braak gelegen en gediend als circusterrein. Het is het noordelijkste deel van het circusbodengas terrein.
De BernoullipleinbuurtDeze buurt, gelegen tussen de Singelweg en de J.C. Kapteynlaan, is gebouwd rond het Bernoulliplein en de voormalige HTS aan de P. Driessenstraat. Hier was voorheen het Noordersportterrein.
OppenheimbuurtDeze buurt, gelegen tussen J.C. Kapteynlaan en de Heymanslaan, bestaat grotendeels uit particuliere woningen. Alleen de P. Hendrikszstraat en het hofje aan Tellegenstraat zijn van Lefier.
ProfessorenbuurtDeze buurt, gelegen tussen Heymanslaan en rond het Hamburgerplantsoen, bestaat geheel uit particuliere woningen.
Professorenbuurt-NoordDe buurt ten noorden van het Hamburgerplantsoen

## Verkeersaders
De Korrewegwijk is ontstaan rond een aantal verkeersaders en geplande verkeersaders. Het Boterdiep, nu gedempt en slechts herkenbaar aan een paar vijvers, was in vroeger jaren een belangrijke scheepvaartweg naar het noorden van de provincie. De hieraan parallel lopende Bedumerweg was toen ook al van belang voor het verkeer naar het noorden. De Korreweg was oorspronkelijk een middeleeuwse zuidwending, een dijk ten bate van de waterhuishouding van het Wester- en Oosterhamrik. Tot de aanleg van het Van Starkenborghkanaal in de jaren dertig liep de weg dood op een meander van de Hunze. De Korreweg en de Bedumerweg zijn nu belangrijke verkeersaders voor het (auto)verkeer.
Het Oosterhamrikkanaal begint in een restantje van de oude vestinggracht maar dateert verder uit de jaren dertig. In die tijd ontwikkelde de gemeente een uitbreidingsplan met meerdere kanalen. Het Oosterhamrikkanaal is speciaal daarvoor gegraven, de dwarskanalen ter hoogte van de Heymanslaan (als vervolg op het Gorechtkanaal) en de Oosterhamriklaan zijn er nooit gekomen.
Bij het maken van de uitbreidingsplannen voor Groningen in de jaren 50 werden een tweetal ringwegen gepland rond de stad. Van beide ringwegen zijn slechts delen gerealiseerd. De noordelijke ringweg (Plataanlaan) volgt de route van de binnenste ring en zou doorlopen via de huidige Oosterhamriklaan en de Oosterparkwijk naar de Zuidelijke Ringweg. Gewijzigde inzichten zorgden ervoor dat de ringweg een scherpe knik maakt bij de Bedumerweg en enige kilometers oostelijk zijn weg vervolgt op het oorspronkelijke tracé van de buitenste ringweg.

## Bijzondere gebouwen
- de voormalige HTS aan de P. Driessenstraat, gebouwd in de stijl van de nieuwe zakelijkheid
- de woningen rond het Bernoulliplein, gebouwd in de stijl van de Amsterdamse School. Recentelijk opgeknapt en in de oorspronkelijke kleuren geschilderd.
- de Sionskerk aan het Floresplein. Ooit protestantse kerk, toen bibliotheek, restaurant en vrouwencentrum en thans moskee.
- het voormalige zwembad Noorderbad aan de Diephuisstraat, thans binnen-kinderspeeltuin en bibliotheek.
- de "Korrewegbrug", met "vlotter" en fraaie fiets/voetgangerbruggen. Tegenwoordig officieel geheten: "Gerrit Krolbrug".

## Probleemwijk
In 2007 maakte minister Ella Vogelaar bekend dat de Korrewegwijk was opgenomen op haar Lijst van probleemwijken waar het kabinet-Balkenende IV extra geld voor beschikbaar stelde.

## Fotogalerij

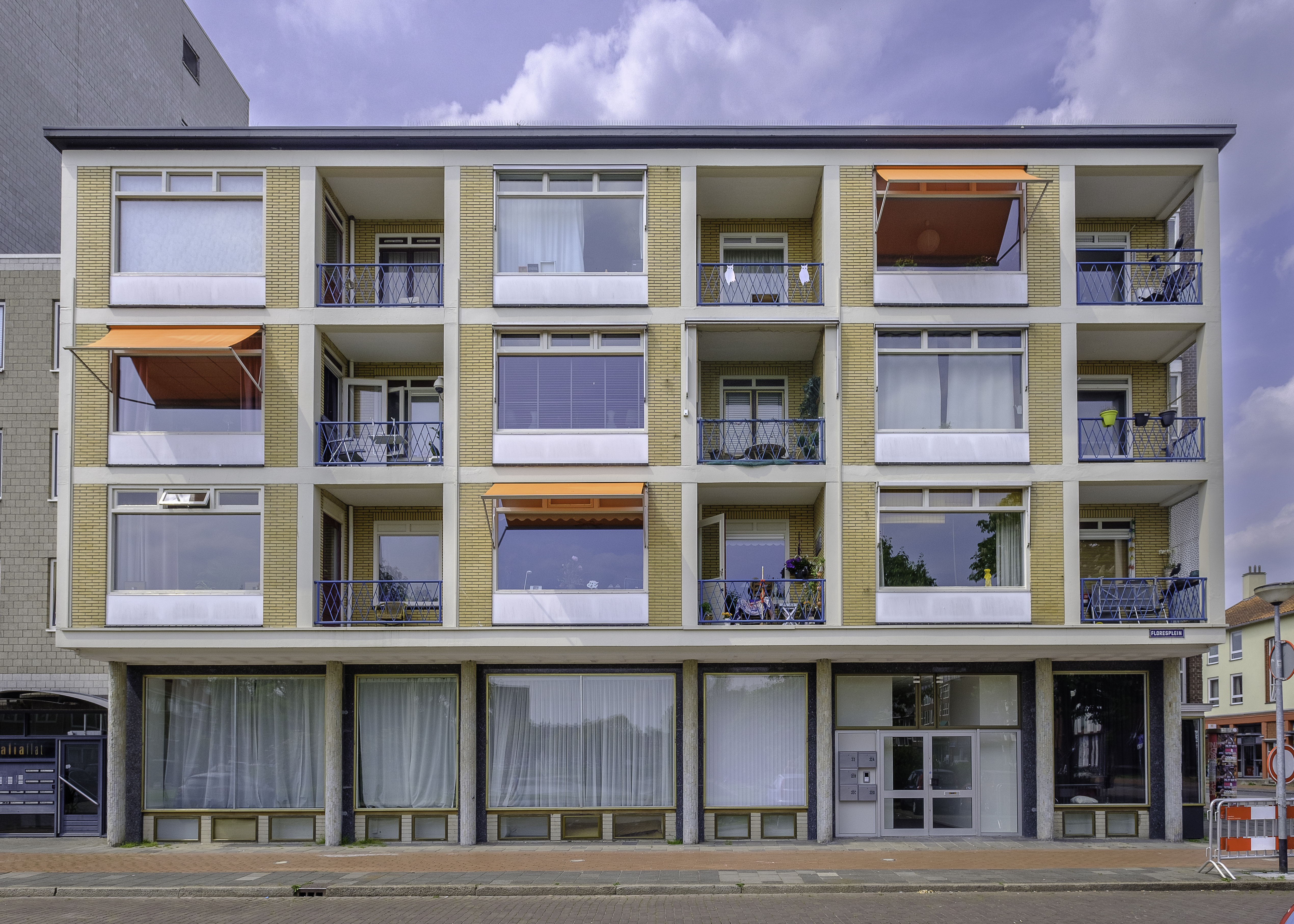
Woningcomplex aan het Floresplein (gemeentelijk monument)
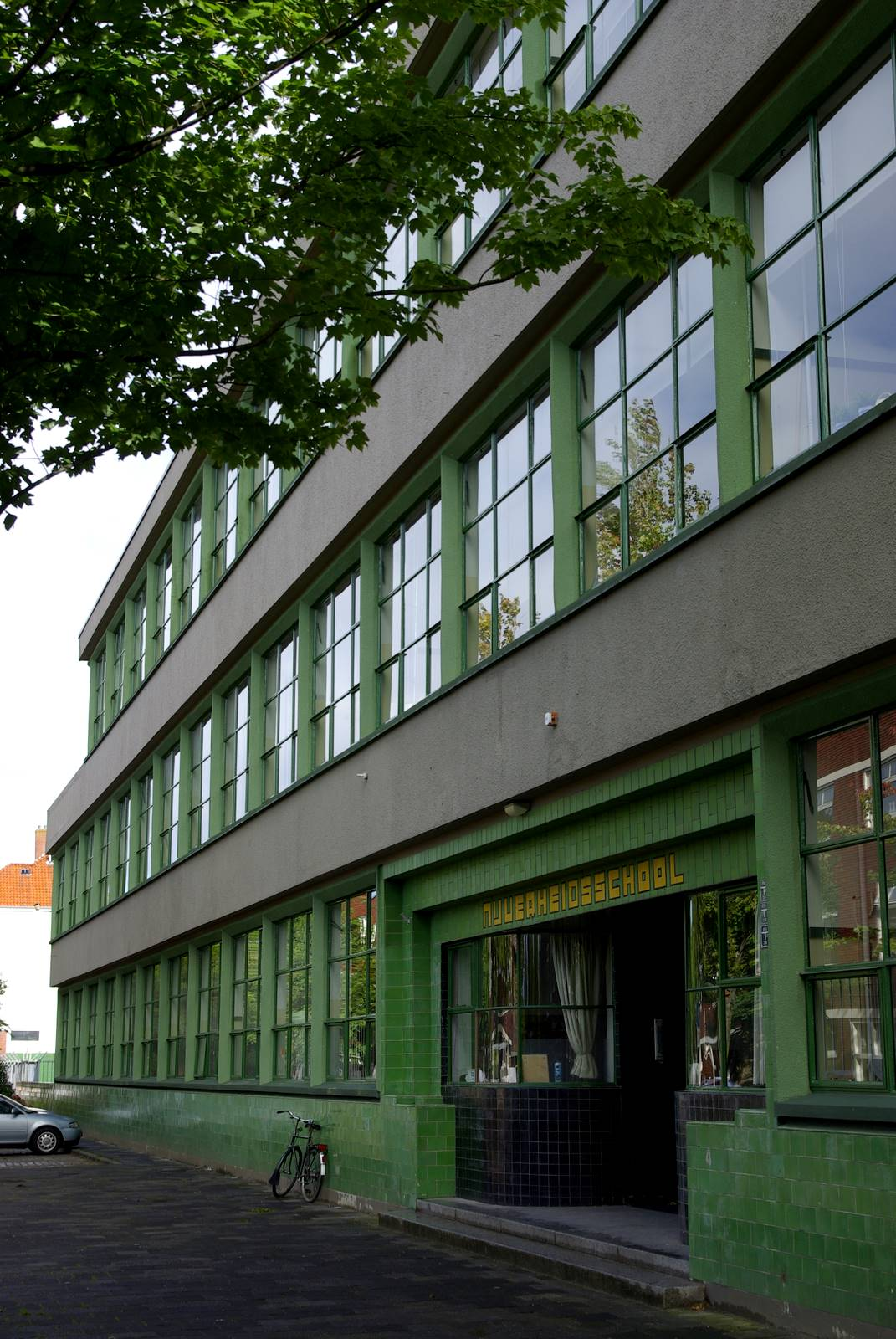
Voormalige Nijverheidsschool aan de Petrus Driessenstraat
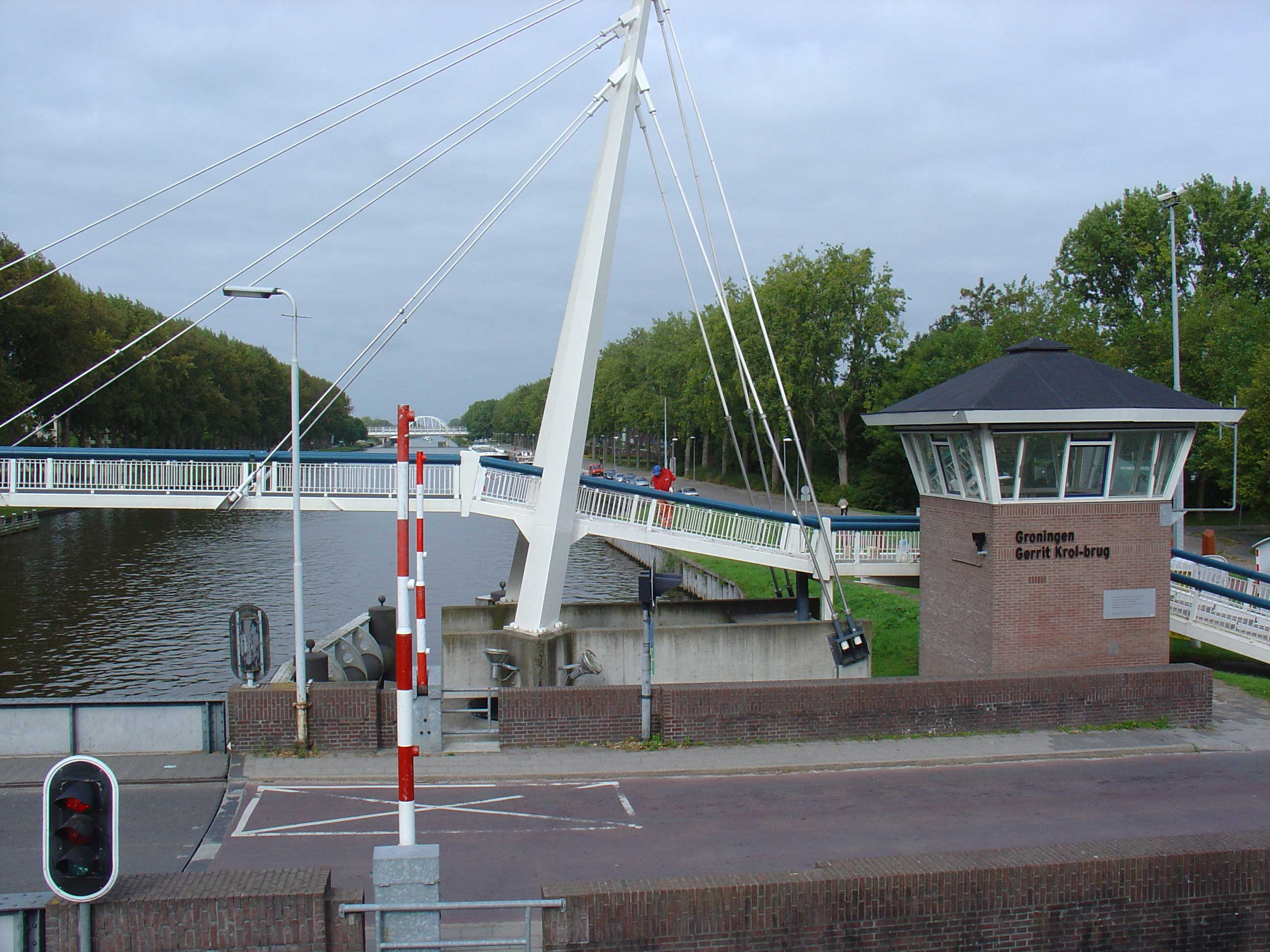
Gerrit Krolbrug
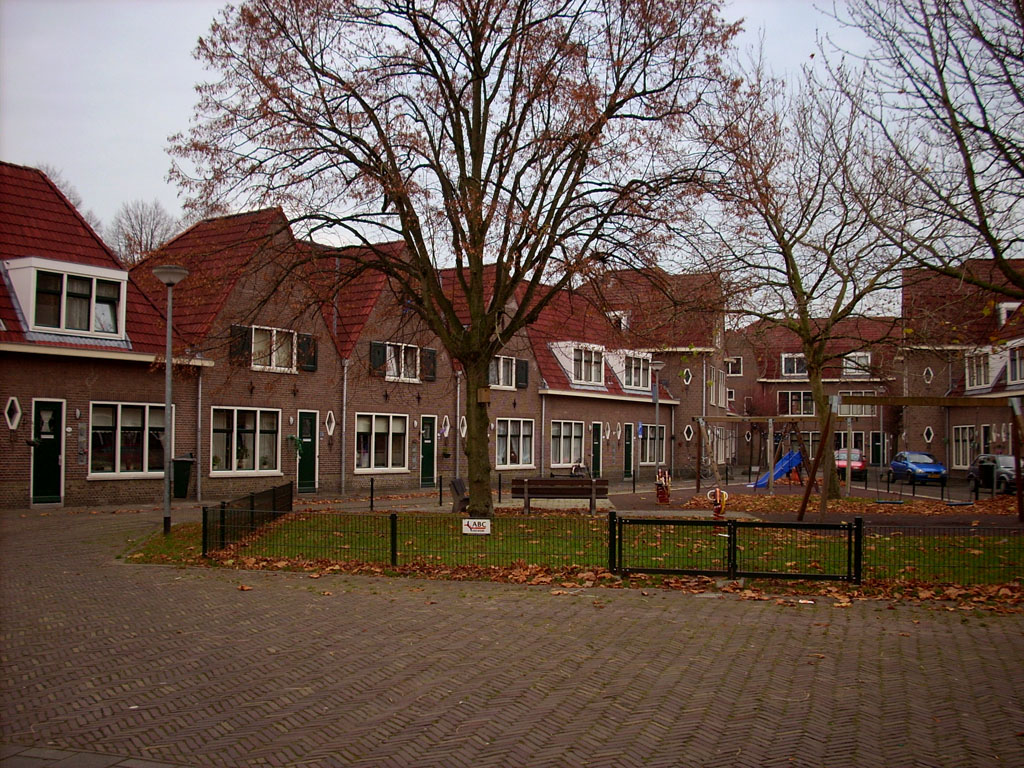
Het Rhijnvis Feithplein (Oud-Indische buurt)
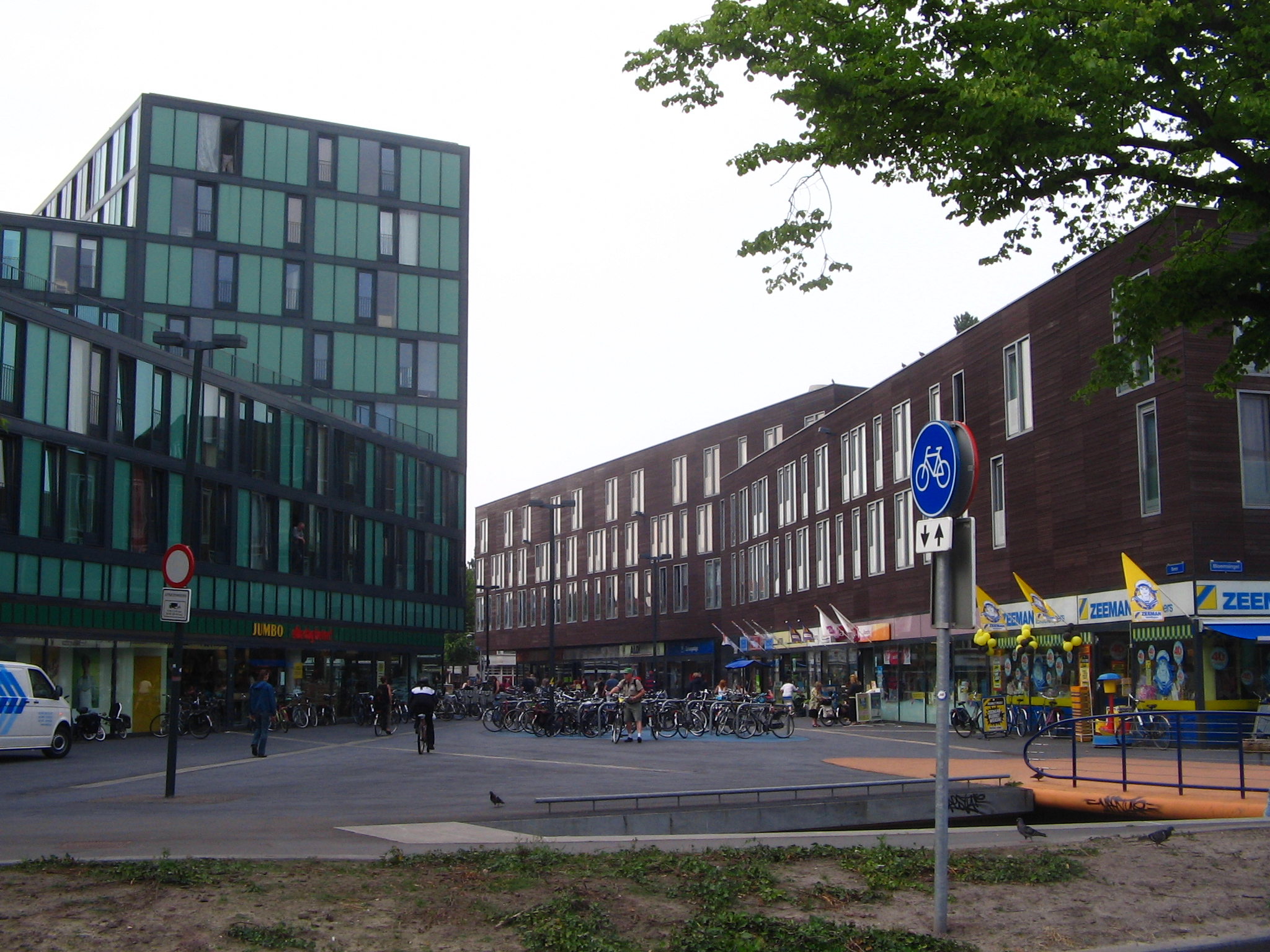
Zicht vanaf de Bloemsingel op het reeds voltooide deel van CiBoGa (Groningen). Circusterrein met links De Beren en rechts Monnikshof